# Opisthotonus

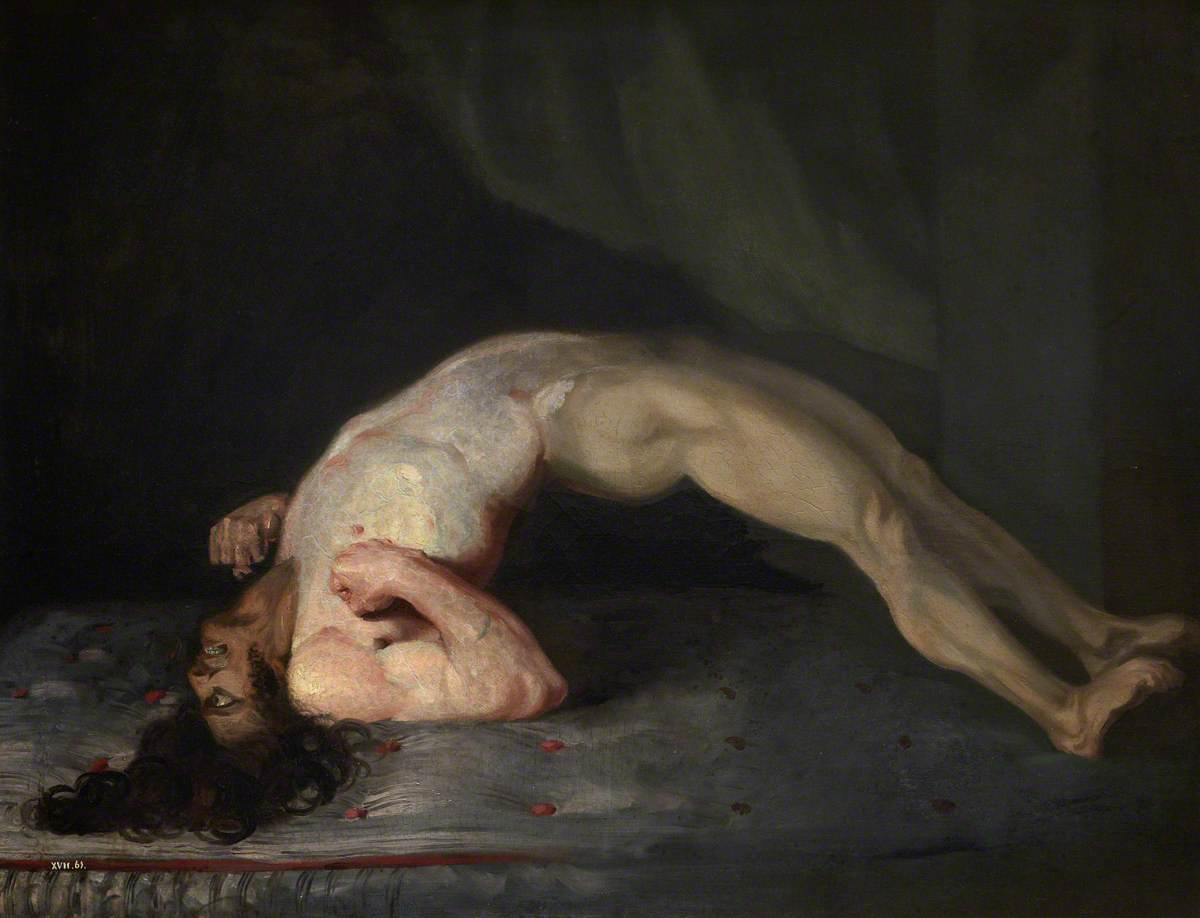
Opisthotonus eines Tetanuskranken (Zeichnung von Charles Bell)

Der Opisthotonus (gr. ópisthen ‚rückwärts‘ und τόνος  ‚Tonus‘, ‚Spannung‘) ist ein Krampf vor allem in der Streckmuskulatur des Rückens. Er führt zu einer starken Rückwärtsneigung des Kopfes und zur Überstreckung von Rumpf und Extremitäten.
Er kommt als Symptom bei einigen neurologischen Erkrankungen wie Schädigungen des Mittelhirnes, Gehirnblutungen, Ahornsirupkrankheit, Meningitis und auch bei Tetanus sowie als Nebenwirkung im Rahmen der Frühdyskinesien bei Neuroleptikagabe vor. Außerdem kann er bei weiteren neurologischen Erkrankungen wie der zerebralen Form der Malaria und bei einer Strychninvergiftung auftreten.